# Pyrgus armoricanus
Pyrgus armoricanus es una especie de mariposa del género Pyrgus, categorizada en la tribu Pyrgini, de la subfamilia Pyrginae. Fue descrita por Charles Oberthür en 1910.

## Descripción
Pyrgus Armoricanus tiene una envergadura de 24-28 mm. Ambas alas tienen una franja blanca a lo largo de los bordes. La parte superior de las alas anteriores es de color marrón oscuro con marcas blancas bien desarrolladas. En el anverso de las alas traseras hay marcas grisáceas claramente visibles. La parte inferior de las alas traseras muestra un color marrón rojizo pálido con una gran mancha discal pálida y venas de color claro. Los machos y las hembras son similares en apariencia.

## Distribución
Se distribuye por Francia, Suiza, Dinamarca, Alemania, España, Suecia, Austria, Italia, Turquía, Grecia, Rumania, Luxemburgo, Bulgaria, Ucrania, Croacia, Macedonia del Norte, Bélgica, Irán, Armenia, Hungría, Polonia, Chequia, Rusia, Georgia, Eslovaquia, Eslovenia, Serbia, Azerbaiyán, Portugal y Marruecos.